# Kaisma
Kaisma – wieś w Estonii, w prowincji Parnawa, w gminie Vändra.